# ローリング30
『ローリング30』（ローリングサーティー）は、1978年11月21日に吉田拓郎がリリースした9枚目のスタジオアルバムである。32歳の時の作品、1970年代最後のスタジオアルバムである。

## 背景
収録曲である「外は白い雪の夜」のライブバージョンが「春を待つ手紙」のB面になっている以外、シングルカットはされていない。
翌1979年は篠島コンサートを含むツアーに明け暮れ、オリジナルアルバムは出していない。これはつま恋コンサートがあった1975年と同じパターンである。また、篠島ではこのアルバムから多くの曲が演奏され、ライブアルバム『TAKURO TOUR 1979』『TAKURO TOUR 1979 Vol.2 落陽』として発売されている。

## 制作、レコーディング
21曲中13曲が箱根のロックウェルスタジオ、残りが東京のメディア・スタジオで8月20日から10月4日がレコーディング期間となっていた。
ほぼ全曲の作詞を松本隆に依頼し、2人で箱根のホテルに篭り「一人の作詞家との完全な共作がどれ程のものになるのか」という試みを行っている。拓郎いわく「松本隆を強姦した」。
参加ミュージシャンは、前作『大いなる人』に続き、ギターに鈴木茂、サックスでJake H. Concepcionがセッションするなど、ギターやブラスがパワフルに演奏されるサウンドは1980年代に引き継がれている。

## アルバムアートワーク
ジャケット写真に拓郎が海に入って写っているが、当時から本人は泳ぐことは苦手とラジオ等で告白している。「海へ帰る」でも「海へ帰るよ泳げないけど」と歌っている。

## リリース
発売当初はLP2枚+EP1枚の大作（後に発売されたCDでは2枚組）。初回特典にポスターが付いた。

## 収録曲
- 全作詞：松本隆（特記以外）、作曲：吉田拓郎

### レコード盤

#### Side-A
1. ローリング 30
2. 爪
3. まるで大理石のように
編曲：松任谷正隆
4. 英雄
編曲：松任谷正隆
  - 前年に亡くなったエルヴィス・プレスリーについて歌っている。
5. 君が欲しいよ

#### Side-B
1. ハートブレイク・マンション
  - 拓郎の楽曲としては珍しくモノローグが入っている。
2. 裏街のマリア
編曲：後藤次利
3. 恋唄
4. 外は白い雪の夜

#### Side-C
1. 狼のブルース
2. 旅立てジャック
3. 白夜
編曲：松任谷正隆
4. わけわからず
作詞：吉田拓郎
5. 冷たい雨が降っている
編曲：松任谷正隆

#### Side-D
1. 虹の魚
2. 言葉
3. Baby
4. 無題
編曲：松任谷正隆
5. 海へ帰る
作詞：吉田拓郎

#### 7インチEP
Side-A
1. 君の街へ行くよ
編曲：松任谷正隆

Side-B
1. 素敵なのは夜
作詞：白石ありす、編曲：松任谷正隆
  - 柴田恭兵が在籍していた東京キッドブラザースの舞台「彼が殺した驢馬」への提供曲。拓郎は音楽プロデューサーを担当していた。

### カセットテープ盤

#### TAPE 1
Side-A
1. ローリング 30
2. 爪
3. まるで大理石のように
4. 英雄
5. 君が欲しいよ

Side-B
1. ハートブレイク・マンション
2. 裏街のマリア
3. 恋唄
4. 外は白い雪の夜
5. 素敵なのは夜

#### TAPE 2
Side-A
1. 狼のブルース
2. 旅立てジャック
3. 白夜
4. わけわからず
5. 冷たい雨が降っている

Side-B
1. 虹の魚
2. 言葉
3. Baby
4. 無題
5. 海へ帰る
6. 君の街へ行くよ

### CD盤

#### Disc1
1. ローリング 30
2. 爪
3. まるで大理石のように
4. 英雄
5. 君が欲しいよ
6. ハートブレイク・マンション
7. 裏街のマリア
8. 恋唄
9. 外は白い雪の夜

#### Disc2
1. 狼のブルース
2. 旅立てジャック
3. 白夜
4. わけわからず
5. 冷たい雨が降っている
6. 虹の魚
7. 言葉
8. Baby
9. 無題
10. 海へ帰る
11. 君の街に行くよ
12. 素敵なのは夜

## 参加ミュージシャン
- レコード盤を基準に表記。

### Disc1
| ローリング 30 - Drums, Percussion：島村英二 - Bass：石山恵三 - E.Guitar：徳武弘文 - A.Guitar：石川鷹彦 - Piano, Organ：エルトン永田 - Engineered by Cheeta Cheek at Rock Well Studio 爪 - Drums：島村英二 - Bass：石山恵三 - E.Guitar：徳武弘文 - A.Guitar, E.Guitar：石川鷹彦 - Piano, Organ：エルトン永田 - Engineered by Cheeta Cheek at Rock Well Studio まるで大理石のように - Drums：林立夫 - Bass：後藤次利 - E.Guitar：鈴木茂 - A.Guitar：吉川忠英 - E.Piano, Organ：松任谷正隆 - Percussion：斉藤ノブ - Strings：Tomato Group - Violin Solo：日色純一 - Engineered by 吉田保 at Media Studio 英雄 - Drums：林立夫 - Bass：後藤次利 - E.Guitar：鈴木茂 - A.Guitar：吉川忠英 - Piano, Strings Ensemble：松任谷正隆 - Percussion：斉藤ノブ - Sax Solo：Jake H. Concepcion - Sax：村岡健・砂原俊三 - Trombone：新井英治 - Trumpet：数原晋・岸義和 - Engineered by 吉田保 at Media Studio 君が欲しいよ - Drums, Percussion：島村英二 - Bass：石山恵三 - E.Guitar：徳武弘文 - A.Guitar：石川鷹彦 - Piano, Organ：エルトン永田 - Engineered by Cheeta Cheek at Rock Well Studio | ハートブレイク・マンション - Drums, Percussion：島村英二 - Bass：石山恵三 - E.Guitar：徳武弘文 - A.Guitar, Percussion：石川鷹彦 - E.Piano：エルトン永田 - Harmonica：吉田拓郎 - Engineered by Cheeta Cheek at Rock Well Studio 裏街のマリア - Drums：林立夫 - Bass：後藤次利 - E.Guitar：鈴木茂 - Piano：松任谷正隆 - Clavinet：渋井博 - Percussion：斉藤ノブ - Strings：Tomato Group - Sax Solo：Jake H. Concepcion - Sax：村岡健・三森一郎 - Trumpet：数原晋 - Engineered by 吉田保 at Media Studio 恋唄 - Drums, Percussion：島村英二 - Bass：石山恵三 - E.Guitar：徳武弘文 - A.Guitar：石川鷹彦 - Piano, Synthesizer：エルトン永田 - Engineered by Cheeta Cheek at Rock Well Studio 外は白い雪の夜 - Drums：島村英二 - Bass：石山恵三 - E.Guitar：徳武弘文 - A.Guitar, Flat Mandolin, Synthesizer：石川鷹彦 - E.Piano, Organ：エルトン永田 - Violin：武川雅寛 - Accordion：松任谷正隆 - Engineered by Cheeta Cheek at Rock Well Studio |

### Disc2
| 狼のブルース - Drums：島村英二 - Bass：石山恵三 - E.Guitar：徳武弘文・石川鷹彦 - Piano, Organ：エルトン永田 - Sax Solo：Jake H. Concepcion・村岡健 - Engineered by Cheeta Cheek at Rock Well Studio 旅立てジャック - Drums：島村英二 - Bass：石山恵三 - E.Guitar：徳武弘文 - A.Guitar：石川鷹彦 - E.Piano, Organ：エルトン永田 - Engineered by Cheeta Cheek at Rock Well Studio 白夜 - A.Guitar：吉田拓郎 - E.Piano, Organ：松任谷正隆 - Harmonica：常富喜雄 - Back-up Vocals：伊集加代子・尾形道子・鈴木宏子 - Engineered by 吉田保 at Media Studio わけわからず - Drums, Percussion：島村英二 - Bass：石山恵三 - E.Guitar：徳武弘文 - A.Guitar：石川鷹彦 - A.Piano, E.Piano, Organ：エルトン永田 - Engineered by Cheeta Cheek at Rock Well Studio 冷たい雨が降っている - Drums：林立夫 - Bass：後藤次利 - E.Guitar：鈴木茂 - 12 Strings Guitar：吉川忠英 - E.Piano：松任谷正隆 - Percussion：斉藤ノブ - Sax Solo：Jake H. Concepcion - Sax：村岡健・砂原俊三 - Trombone：新井英治 - Trumpet：数原晋 - Back-up Vocals：伊集加代子・尾形道子・鈴木宏子 - Engineered by 吉田保 at Media Studio | 虹の魚 - Drums：島村英二 - Bass：石山恵三 - E.Guitar：徳武弘文 - A.Guitar, Banjo：石川鷹彦 - Piano, E.Piano：エルトン永田 - Engineered by Cheeta Cheek at Rock Well Studio 言葉 - Drums：島村英二 - Bass：石山恵三 - E.Guitar：徳武弘文 - A.Guitar：石川鷹彦 - Piano, Organ：エルトン永田 - Engineered by Cheeta Cheek at Rock Well Studio Baby - Drums：島村英二 - Bass：石山恵三 - E.Guitar, A.Guitar：徳武弘文 - E.Guitar：石川鷹彦 - Piano：エルトン永田 - Engineered by Cheeta Cheek at Rock Well Studio 無題 - Drums：林立夫 - Bass：後藤次利 - E.Guitar：鈴木茂 - A.Guitar：吉川忠英 - E.Piano, Synthesizer：松任谷正隆 - Percussion：斉藤ノブ - Strings：Tomato Group - Engineered by 吉田保 at Media Studio 海へ帰る - Drums：島村英二 - Bass：石山恵三 - E.Guitar：徳武弘文・石川鷹彦 - E.Piano, Organ, Strings Ensemble：エルトン永田 - Sax Solo：村岡健 - Engineered by Cheeta Cheek at Rock Well Studio |

### 7インチEP
| 君の街へ行くよ - Drums：林立夫 - Bass：後藤次利 - E.Guitar：鈴木茂 - A.Guitar：吉川忠英 - Piano, Organ, Strings Ensemble：松任谷正隆 - Percussion：斉藤ノブ - Sax：Jake H. Concepcion・村岡健・砂原俊三 - Trombone：新井英治 - Back-up Vocals：伊集加代子・尾形道子・鈴木宏子 - Engineered by 吉田保 at Media Studio | 素敵なのは夜 - Drums：林立夫 - Bass：後藤次利 - E.Guitar：鈴木茂 - A.Guitar：吉川忠英 - E.Piano, Synthesizer：松任谷正隆 - Percussion：斉藤ノブ - Sax, Clavinet：Jake H. Concepcion - Sax：村岡健・砂原俊三 - Trombone：新井英治 - Trumpet：数原晋・岸義和 - Engineered by 吉田保 at Media Studio |